# Juan Dolcet Santos
Juan Dolcet Santos (Madrid, 1914 - 1990) fue un fotógrafo español integrado en la Escuela de Madrid.
Tuvo una formación autodidacta, ya que su padre falleció cuando era adolescente, y tuvo que entrar en el mundo del trabajo a una edad temprana. Sin embargo, como su padre era un fotograbador interesado en el arte, le fomentó el interés por el mismo y la costumbre de visitar exposiciones artísticas. Mostró interés por la pintura, la escultura, la música y la fotografía y conoció a muchos artistas, como Rafael Canogar, Manolo Millares, Antonio Saura, Antonio López García y un largo etcétera, a los que tuvo ocasión de hacer retratos.
Cuando en 1954 ingresó en la Real Sociedad Fotográfica de Madrid, se integró en la corriente renovadora de la misma formando parte, primero, del grupo fotográfico La Palangana y, después, de la denominada Escuela de Madrid. Con Gerardo Vielba, Fernando Gordillo, Paco Gómez, Leonardo Cantero, Gabriel Cualladó y otros miembros de la misma, compartía en gran medida una fotografía de tipo directo mediante la que conseguía unas imágenes que se pueden considerar de raíz antropológica, tanto para el retrato como para el reportaje social. Uno de sus retratos fue portada en 1963 del diario ABC destacando la presentación de fotografías en el Concurso Nacional de Bellas Artes, que se celebraba anualmente y estaba reservado anteriormente a pintura, escultura, dibujo, grabado y arquitectura.
Su trabajo ha sido expuesto en países como Alemania, Estados Unidos o Argentina; una de las exposiciones más conocida fue la que realizó en 1988 en el Museo Español de Arte Contemporáneo con el nombre de Fotógrafos de la Escuela de Madrid. Obra 1950/1975, y que se repitió en el Museo Municipal de Arte Contemporáneo a finales de 2006.